# File .nfo
L'estensione .nfo (o NFO, come contrazione di "info" o "informazione") in informatica viene comunemente assegnata a file di testo, spesso codificati in ASCII, che accompagnano archivi di file scaricati dalla rete, e contengono metadati e informazioni aggiuntive utili sul contenuto dell'archivio.

## Contenuto
Le informazioni incluse nei file NFO possono includere informazioni sull'autore e sulla licenza. Se il file NFO è per il software, è possibile trovare note sull'installazione del prodotto. I file NFO si trovano spesso anche in produzioni di demoscene, dove i rispettivi gruppi li includono per crediti, dettagli di contatto e requisiti di sistema. A differenza dei file README, i file NFO contengono spesso un ASCII art elaborato.